# Grand Prix Formule 1 van Spanje 1993
De Grand Prix Formule 1 van Spanje 1993 werd gehouden op 9 mei 1993 op het Circuit de Catalunya.

## Uitslag
| Positie | Nummer | Rijder               | Team                  | Ronden | Tijd/Opgave       | Startplaats | Punten |
| ------- | ------ | -------------------- | --------------------- | ------ | ----------------- | ----------- | ------ |
| 1       | 2      | Alain Prost          | Williams-Renault      | 65     | 1:32:27.685       | 1           | 10     |
| 2       | 8      | Ayrton Senna         | McLaren-Ford          | 65     | +16.873           | 3           | 6      |
| 3       | 5      | Michael Schumacher   | Benetton-Ford         | 65     | +27.125           | 4           | 4      |
| 4       | 6      | Riccardo Patrese     | Benetton-Ford         | 64     | +1 Ronde          | 5           | 3      |
| 5       | 7      | Michael Andretti     | McLaren-Ford          | 64     | +1 Ronde          | 7           | 2      |
| 6       | 28     | Gerhard Berger       | Ferrari               | 63     | +2 Rondes         | 11          | 1      |
| 7       | 26     | Mark Blundell        | Ligier-Renault        | 63     | +2 Rondes         | 12          |        |
| 8       | 23     | Christian Fittipaldi | Minardi-Ford          | 63     | +2 Rondes         | 20          |        |
| 9       | 20     | Érik Comas           | Larrousse-Lamborghini | 63     | +2 Rondes         | 14          |        |
| 10      | 10     | Aguri Suzuki         | Arrows-Mugen-Honda    | 63     | +2 Rondes         | 19          |        |
| 11      | 15     | Thierry Boutsen      | Jordan-Hart           | 62     | +3 Rondes         | 21          |        |
| 12      | 14     | Rubens Barrichello   | Jordan-Hart           | 62     | +3 Rondes         | 17          |        |
| 13      | 9      | Derek Warwick        | Arrows-Mugen-Honda    | 62     | +3 Rondes         | 16          |        |
| 14      | 11     | Alessandro Zanardi   | Lotus-Ford            | 60     | Motor             | 15          |        |
| NF      | 30     | Jyrki Järvilehto     | Sauber                | 53     | Motor             | 9           |        |
| NF      | 22     | Luca Badoer          | Lola-Ferrari          | 43     | Oververhitting    | 22          |        |
| NF      | 29     | Karl Wendlinger      | Sauber                | 42     | Benzinesysteem    | 6           |        |
| NF      | 4      | Andrea de Cesaris    | Tyrrell-Yamaha        | 42     | Gediskwalificeerd | 24          |        |
| NF      | 0      | Damon Hill           | Williams-Renault      | 41     | Motor             | 2           |        |
| NF      | 27     | Jean Alesi           | Ferrari               | 40     | Motor             | 8           |        |
| NF      | 24     | Fabrizio Barbazza    | Minardi-Ford          | 37     | Spin              | 25          |        |
| NF      | 19     | Philippe Alliot      | Larrousse-Lamborghini | 26     | Transmissie       | 13          |        |
| NF      | 25     | Martin Brundle       | Ligier-Renault        | 11     | Spin              | 18          |        |
| NF      | 3      | Ukyo Katayama        | Tyrrell-Yamaha        | 11     | Spin              | 23          |        |
| NF      | 12     | Johnny Herbert       | Lotus-Ford            | 2      | Ophanging         | 10          |        |
| NQ      | 21     | Michele Alboreto     | Lola-Ferrari          |        |                   |             |        |

## Wetenswaardigheden
- Andrea de Cesaris werd gediskwalificeerd.
- Michael Andretti scoorde zijn eerste punten.

## Statistieken
| Pole-position | Alain Prost        | Williams-Renault | 1:17.809 |
| Snelste ronde | Michael Schumacher | Benetton-Ford    | 1:20.989 |

## Noot
- Dit was de 25ste pole position voor Alain Prost.

1913 · 1923 · 1926 · 1927 · 1933 · 1934 · 1935 · 1951 · 1954 · 1967 · 1968 · 1969 · 1970 · 1971 · 1972 · 1973 · 1974 · 1975 · 1976 · 1977 · 1978 · 1979 · 1980 · 1981 · 1986 · 1987 · 1988 · 1989 · 1990 · 1991 · 1992 · 1993 · 1994 · 1995 · 1996 · 1997 · 1998 · 1999 · 2000 · 2001 · 2002 · 2003 · 2004 · 2005 · 2006 · 2007 · 2008 · 2009 · 2010 · 2011 · 2012 · 2013 · 2014 · 2015 · 2016 · 2017 · 2018 · 2019 · 2020 · 2021 · 2022 · 2023 · 2024 · 2025 · 2026